# Hanns Dietel
Hanns Dietel (* 17. Dezember 1905 in Hof (Saale); † 27. März 1987 in Hamburg) war ein deutscher Gynäkologe und Geburtshelfer sowie Hochschullehrer.

## Leben und Wirken
Hanns Dietel, Sohn von Else Dietel, geborene Wagenfutter, und des Direktors Hans Dietel, studierte Medizin an der Ludwig-Maximilians-Universität in München und an der Julius-Maximilians-Universität Würzburg. Er wurde 1926 Mitglied des Corps Hercynia München. Nach dem Studium war er Assistenzarzt an der Medizinischen Akademie Danzig und am Universitätsklinikum Erlangen. Er wechselte 1933 an das Universitätsklinikum Hamburg-Eppendorf und arbeitete dort als Assistent und als Oberarzt an der Universitäts-Frauenklinik Hamburg bis 1948 unter Theodor Heynemann. Er habilitierte sich bei ihm und wurde 1936 Dozent, 1937 Privatdozent und 1943 außerplanmäßiger Professor. Während des Zweiten Weltkrieges diente er als Sanitätsoffizier bei der Kriegsmarine. 1948 wurde Dietel Chefarzt der (alten) Frauenklinik Altona, die er bis 1952 leitete. Ab 1952 war er Ärztlicher Direktor der Frauenklinik und Hebammenlehranstalt Finkenau. Dieser größten geburtshilflichen Klinik Hamburgs stand er bis zu seinem Ruhestand 1972 vor.
Dietel war Vorsitzender der Hamburger Geburtshülflichen Gesellschaft, 1960 Vorsitzender der Nordwestdeutschen Gesellschaft für Gynäkologie und Geburtshilfe (NGGG), von 1968 bis 1970 Präsident der Deutschen Gesellschaft für Gynäkologie und organisierte deren Kongress 1970 in Hamburg. Die DGGG und die NGGG ernannten ihn später zum Ehrenmitglied. Er war gehörte zudem dem Gesundheitsbeirat Hamburg an und war Vorstandsmitglied des Hamburger Landesverbandes zur Krebsbekämpfung.
Hanns Dietel starb im Alter von 81 Jahren. Der Pathologe Manfred Dietel ist sein Sohn.

## Schriften (Auswahl)
- Grundriß der Gynäkologie. H. H. Nölke Verlag, Hamburg 1948.
- Herrn Prof. Heynemann zum 70. Geburtstag. In: Zentralblatt für Gynäkologie. Band 72, 1950.
- mit Helmut Kade: Die Prognose der Schwangerschaft bei prädiabetischen und diabetischen Frauen. In: Deutsche medizinische Wochenschrift. Band 77, 1952, S. 673–675, doi:10.1055/s-0028-1116058.
- Lucina Hamburgensis: Studie zur Geschichte der Geburtshilfe in Hamburg. Hamburger Ärzte-Verlag, 1964.
- mit Hans Karl Wendl: Die allgemeine und örtliche Betäubung in der Geburtshilfe. Urban und Schwarzenberg, 1965.
- Rodrigo de Castro (1546-1627), berühmtester theoretischer Geburtshelfer Hamburgs. Hamburg 1976.
- 75 Jahre Nordwestdeutsche Gesellschaft für Gynäkologie und Geburtshilfe: 1909 bis 1984. Hamburg 1984.